# Maltraitance des personnes âgées
La maltraitance des personnes âgées est un ensemble de comportements ou d'attitudes, uniques ou répétées, concernant les personnes âgées dans le cadre d'une relation de confiance ou de dépendance et qui peut causer la détresse ou des blessures à ces personnes. La maltraitance peut être de type physique, moral, financier, sexuel ou plus simplement de la négligence. L'âge est considéré comme un élément de vulnérabilité.

## Définition internationale
Le Conseil de l’Europe donne une définition de la maltraitance dès 1987 :

« Tout acte ou omission commis dans le cadre de la famille par un de ses membres, lequel porte atteinte à la vie, à l’intégrité corporelle ou psychique, ou à la liberté d’un autre membre de la famille ou qui compromet gravement le développement de sa personnalité et/ou nuit à sa sécurité financière. »

Selon la classification du Conseil de l’Europe de 1993, on distingue :
- les violences physiques : coups, brûlures, ligotage, soins brusques sans information ou préparation, non-satisfaction des demandes pour des besoins physiologiques, violences sexuelles, meurtre dont euthanasie ;
- les violences psychiques ou morales : langage irrespectueux ou dévalorisant, absence de considération, chantages, abus d'autorité, comportements d'infantilisation, non-respect de l'intimité, injonctions paradoxales ;
- les violences matérielles et financières : vols, exigences de pourboire, escroqueries diverses, locaux inadaptés ;
- les violences médicales ou médicamenteuses : manque de soins de base, non-information sur les traitements ou les soins, abus de traitement sédatif ou neuroleptique, défaut de soins de rééducation, non-prise en compte de la douleur ;
- les négligences actives : toutes formes de sévices, abus, abandons, manquements pratiqués avec l'intention de nuire ;
- les négligences passives : relevant de l'ignorance, de l'inattention de l'entourage ;
- la privation ou la violation des droits : limitation de la liberté de la personne, privation de l'exercice des droits civiques, d'une pratique religieuse ;
- la maltraitance civique : cette catégorie concerne la violation des droits élémentaires du citoyen (détournement de procuration, privation de papiers d'identité, enfermement)

## Les différentes situations
La maltraitance peut survenir aussi bien au domicile de la personne âgée qu'en institution et émaner de professionnel comme de l'entourage familial.  De plus, les victimes le plus souvent se taisent (sentiment de honte, peur de représailles éventuelles). Il est donc aujourd'hui malaisé de quantifier réellement le problème.

### La maltraitance au domicile
Dans le cadre de la maltraitance au domicile, les facteurs de risque d'apparition de la maltraitance sont liés :
- à la personne âgée (selon le degré de dépendance physique ou psychique, les états démentiels, la situation financière, ou encore l'isolement social) ;
- à la situation familiale au sein de laquelle la personne âgée évolue (alcoolisme, toxicomanie, problèmes financiers, fragilité psychologique, antécédents de violence familiale ou encore épuisement physique et nerveux des parents qui s'occupent de la personne âgée) ;
- à l'infrastructure du lieu de vie (locaux trop exigus ou non adaptés au degré de dépendance de la personne âgée, isolement géographique).

### La maltraitance en institutions
La maltraitance en institutions apparaît souvent comme le symptôme de lacunes institutionnelles graves. En effet, une institution qui n'a pas de démarche active de bientraitance court le risque de voir survenir en son sein des maltraitances de différentes sortes. Comme l'indique Éliane Corbet, docteur en psychopédagogie, il existe « une violence faite à un usager dès lors qu'une institution ne remplit pas ou plus sa mission à son égard, dès que la qualité de son accueil n'est plus garantie, dès que les intérêts de l'institution priment sur ceux de l'usager accueilli ».
« Chaque année en France des dizaines de milliers de cas de maltraitance rythment encore la vie des maisons de retraite. Officiellement, seuls 5 % des 10 500 établissements feraient l'objet de signalements. Cela concernerait tout de même plus de 32 000 pensionnaires, victimes potentielles de pratiques allant de la privation de nourriture aux coups et blessures ».
En réalité, selon les professionnels du secteur (associations de familles de résidents FNAPAEF, syndicats de directeurs AD-PA et associations de lutte AFPAP), 70 % des maisons de retraite seraient maltraitantes. Il s'agirait de maltraitances passives dons les conséquences sont dramatiques et souvent tragiques pour les personnes âgées. Ces maltraitances sont rarement détectées et souvent minimisées par les autorités et les familles.
En janvier 2022, dans le livre intitulé Les Fossoyeurs écrit par le journaliste Victor Castanet, des manquements graves sont à nouveau signalés au sein d'EHPAD du groupe ORPEA et en particulier à l'Ehpad "Les Bords de Seine" à Neuilly-sur-Seine.
Ce livre a eu des répercussions très importantes, enquêtes administratives et fiscales, convocation au ministère de la santé, cycle d'auditions par la commission des affaires sociales de l'Assemblée nationale, plainte pour discrimination syndicale, plainte pour faux et usage de faux. Le Professeur et député LREM Jean-Louis Touraine entendu devant la commission des Affaires sociales de l’Assemblée Nationale, accuse le système privé d'être responsable de 12 000 morts évitables dans les EHPAD en 2020
- Maltraitance à la résidence Roger Meffreys : http://www.courriers-reunion.fr/Maltraitance.html

### La maltraitance durant la covid-19
La situation de pandémie de la covid-19 a mené à plusieurs changements au style de vie des personnes âgées. Puisque les personnes âgées sont considérées comme étant plus à risque des complications de santé que des personnes plus jeunes, des précautions ont été prises spécifiquement à leur groupe d’âge. Ces précautions comptent le confinement préventif, le port du masque et la réduction des interactions entre personnes. Une hausse de la maltraitance des personnes âgées a été observée durant la pandémie de la covid-19. Cette hausse est expliquée par l’augmentation en vulnérabilité des personnes âgées, et ce à cause des nouvelles précautions imposées pour limiter la propagation du virus. Le confinement a été imposé pour réduire la transmission du virus par contact humain. Or, cet isolement social imposé peut susciter de la maltraitance psychologie par l'isolement social des personnes âgées, ainsi que de la négligence physique.

#### La dépendance aux aidants et l'isolement social
La négligence physique est principalement observée sous l’aspect de la négligence de soins. Puisque les contacts sont limités en confinement, les complications de santé sont remarquées plus tardivement par les aidants, ce qui peut causer des situations dangereuses pour la santé de la personne âgée. Similairement, étant donné que les restrictions liées à la pandémie apportent un grand stress aux personnes aidantes, les soins pouvant donc en être affectés négativement par cette raison. De plus, le confinement comme mesure préventive contre la covid-19 est un facteur d'augmentant de l'isolation sociale, l'isolation sociale étant une forme de maltraitance. De plus, l'isolement social dû aux mesures de confinements limitaient les contacts avec la sphère sociale de l'individu, amplifiant l'isolation sociale des personnes âgées.

#### Intervention de l'État
Durant la pandémie, le gouvernement du Canada a opté à offrir une formation abrégée aux personnes soignantes. Cette formation abrégée, quoique soulageant la pénurie de main d’œuvre dans les hôpitaux, fait qu’une partie du personnel soignant ne peut pas offrir l’entièreté des soins adéquats aux personnes âgées. Cette forme de maltraitance se présente comme de la négligence physique. La formation abrégée crée de la négligence physique puisqu’elle met à la disposition des personnes âgées des personnes soignantes ne sachant pas toutes les procédures médicales servant au bien-être de la santé des personnes âgées. Ainsi, une partie des connaissances manquante du personnel soignant avec une formation abrégée sont les connaissances sur la prévention de la maltraitance des aînés. La formation abrégée n'a pas compté à fournir de connaissances sur la façon de repérer et arrêter la maltraitance aux personnes âgées.

## Prévention et prise en charge

### En France
(octobre 2010).
Si vous disposez d'ouvrages ou d'articles de référence ou si vous connaissez des sites web de qualité traitant du thème abordé ici, merci de compléter l'article en donnant les références utiles à sa vérifiabilité et en les liant à la section « Notes et références ».
Ce sont des associations non gouvernementales loi 1901 qui interviennent en France au profit des personnes âgées, des familles et des professionnels en matière d'information, de prévention et de lutte contre les maltraitances faites aux personnes âgées : la Fédération 3977 Contre la Maltraitance (n° d'appel : 3977, prix appel local) gère plus de 14 000 appels par an, les petits frères des Pauvres, la FNAPAEF (Fédération nationale des associations de personnes âgées et de leurs familles) et l'AFPAP (Association française de protection et d'assistance aux personnes âgées).
Le gouvernement français a créé le 13 mars 2007 (décret no 2007-330) un Comité national de vigilance et de lutte contre la maltraitance des personnes âgées et des adultes handicapés.
Les instructions ministérielles no DGAS/2A/2007/112 du 22 mars 2007 ont abouti à la mise en place d'un numéro d'appel national unique : le 3977, géré par la plateforme nationale AFBAH qui offre une écoute du lundi au vendredi de 9 h à 19 h et qui transmet les signalements en vue d'une gestion de proximité aux centres d'écoute départementaux gérés par le réseau ALMA France.
Pour l'association gestionnaire du numéro national 3977 (dont les opérateurs sont des psychologues) : « L’essentiel des cas de maltraitance a lieu à domicile. Remédier à ces situations ne passe pas forcément par le circuit judiciaire, mais par l’écoute et la médiation », rappellent les organisations spécialisées. Le moment est venu de « dire à une majorité de maltraitants qu’ils ne sont pas des criminels en puissance, mais des personnalités fragiles ou fragilisées, qu’il est possible d’expliquer leurs gestes et leurs attitudes par l’analyse et l’information, d’en démonter les mécanismes et d’éviter la récidive ». Surtout pas de « jugement hâtif réducteur » ! Face à des situations aussi difficiles que le grand handicap ou certains troubles du comportement, il est souvent nécessaire « qu’une distance soit mise entre les deux protagonistes du drame de la maltraitance potentielle ».
Le dispositif national mis en place améliore l’offre d’écoute aux témoins et victimes des maltraitances, tant en institution qu’à domicile.
Les appelants peuvent appeler le no  3977 ou les centres d’écoute ALMA. La couverture du territoire national est quasi complète.
Un logiciel dédié offre la possibilité d’enregistrer sur une base de données sécurisée l’ensemble des situations préoccupantes, les témoignages et les accompagnements de situation. Un rapport d’activité commun ALMA/HABEO établi en 2012 présente pour la première fois un bilan détaillé du nombre et des types de maltraitances subies, du profil des victimes et des auteurs présumés, du nombre, des types et des temps de suivi des situations. Sous l’égide de la Direction générale de la cohésion sociale, le dispositif vise à se renforcer pour améliorer la couverture du territoire, la communication et la formation.
Depuis le 1er janvier 2014, les deux associations alma France et Habeo ont fusionné et créé, pour une meilleure efficacité, la fédération 3977 contre la maltraitance.

### En Belgique
La violence à l’égard des personnes âgées au sens large du terme, est un problème auquel une personne âgée sur cinq est confrontée en Belgique.
Respect Seniors est l'agence wallonne de lutte contre la maltraitance des personnes âgées.

### Au Québec
Le gouvernement du Québec a lancé un Plan d'action gouvernemental pour contrer la maltraitance envers les personnes aînées. Il a aussi publié un Guide de référence pour contrer la maltraitance envers les personnes aînées. 866 cas auraient été dénoncés dans les établissements de santé au Québec pour l'année 2018-2019. Au Québec, la maltraitance financière est l'une des formes de maltraitance la plus répandue chez les aînées. Entre le 1er octobre 2010 et le 31 août 2015, la Ligne téléphonique provinciale d'aide aux aînés (LAAA) a été sollicitée par 20 404 appelants. La plupart des appels traités portaient sur des cas d'exploitation financière ou matérielle (28,98 %) ainsi que de violence psychologique (29,46 %).

#### Les facteurs de risque
La maltraitance désigne « un geste singulier ou répétitif, ou une absence d’action appropriée qui se produit dans une relation où il devrait avoir de la confiance, et que cela cause du tort ou de la détresse chez la personne aînée. » Il existe de multiples facteurs (individuels, sociétaux et relationnels). Le premier facteur de risque est le fait d’être une femme. Les chiffres démontrent que les femmes vivent deux fois plus de maltraitance contrairement aux hommes. La principale forme de maltraitance que les femmes subissent est « de nature psychologique ».Le second facteur de risque est la vulnérabilité des personnes âgées lorsqu’il est question de l’argent et des finances,.Cette exploitation financière est majoritairement faite par un ami, une connaissance, un professionnel ou un fournisseur de santé.Plusieurs études sur le sujet avancent qu'environ « 1/3 des exploitations sont commises par des inconnus ». L’Organisation mondiale de la Santé souligne « qu' environ une personne âgée de plus de 60 ans sur six a été victime d’une forme de maltraitance dans son environnement familier au cours de l’année (...) ».
Le sentiment de vulnérabilité s’exprime aussi lorsque la santé de la personne se détériore et cette vulnérabilité due à une santé fragile est un facteur de risque qui touche principalement les personnes d’âge avancé. Leur vulnérabilité peut fréquemment leur faire vivre de l’intimidation. Cette forme d’intimidation se caractérise par un rapport de force entre l’agresseur et la victime et peut être verbale, sociale, physique ou avec l’usage des technologies. La forme physique, verbale et l’usage des technologies sont les formes les plus fréquentes puisque l’agresseur a une forme physique plus adéquate due à son âge.Les chercheurs mentionnent cependant qu’il n’y a pas « une grande reconnaissance au niveau de la violence sexuelle par les professionnels de la santé ». Au niveau verbal, l’agresseur tentera de diminuer la confiance et les connaissances de la personne âgée qui se trouve devant lui. Lorsqu’il est question de l’usage des technologies, l’agresseur est majoritairement plus qualifié en technologie que sa victime, ce qui lui permet d’utiliser cette qualification à son avantage.
Il y a quatre éléments permettant d’identifier clairement si la personne est victime de maltraitance. Le premier élément est que la personne subit des gestes violents. Le second élément est la personne qui vit de la négligence.Le troisième élément est que l’agresseur a établi un environnement de confiance pour la personne, soit que la personne fait partie de la famille proche ou encore que celle-ci semble être professionnelle dans son métier.Puis, le quatrième élément est que la personne qui vit les répercussions de cette maltraitance soit en détresse. Cette détresse peut s’exprimer sur plusieurs formes.

### Lectures approfondies

#### Analyse et enquête sur la maltraitance des personnes âgées
- François Nénin, Sophie Lapart (préface de Christophe Fernandez - Président AFPAP)- "L'Or Gris" - le dossier noir des maisons de retraite - Aux éditions Flammarion, avril 2011.
- Jean-Michel Caudron, Valentine Charlot et Caroline Guffens - La maltraitance envers les personnes âgées vulnérables, Éditions Territorial, juin 2007
- Christophe Fernandez (Président AFPAP), Dominique Prédali, Thierry Pons, Pr Jacques Soubeyrand, On tue les vieux, Éditions Fayard, oct. 2006 Enquête sur la maltraitance des personnes âgées à l'hôpital et en maison de retraite
- Jean-François Lacan, Scandales dans les maisons de retraite aux Éditions Albin Michel, février 2002 Enquête sur les maisons de retraite
- Robert Hugonot, Violences invisibles : Reconnaître les situations de maltraitance envers les personnes âgées, éditions Dunod, mars 2007

- Jean Arcelin, Tu verras maman tu seras bien, Xo, 2019, 520 p. (ISBN 978-23-7448-123-4)
- Hella Kherief, Le scandale des EHPAD, Hugo Doc, 2019, 169 p. (ISBN 978-27-5564-178-3)
- Anne-Sophie Pelletier, EHPAD une honte française, Plon, 2019, 288 p. (ISBN 978-22-5926-534-8)
- Victor Castanet, Les Fossoyeurs, Fayard, 2022, 400 p. (ISBN 978-22-1371-655-8)

#### Témoignages sur la maltraitance
- Véronique Vasseur, L'Hôpital en danger, Éditions Flammarion, oct. 2005 Témoignage d'un médecin à l'hôpital
- Jean de Kervasdoué, L'hôpital vu du lit, Éditions du Seuil, septembre 2004 Témoignage d'un patient à l'hôpital
- Jean-Charles Escribano, On achève bien nos vieux, Éditions Oh!, mars 2007 Témoignage d'un infirmier dans une maison de retraite
- Diane Chauvelot, L'hôpital se moque de la charité : Mieux vaut être médecin que malade, Éditions Erès Témoignage d'une psychiatre sur la prise en charge à l'hôpital
- Myriam Lagraula-Fabre, La violence institutionnelle : Une violence commise sur des personnes vulnérables par des personnes ayant autorité, Paris, Éditions L'Harmattan, 2005, 574 p. (ISBN 978-2-7475-8670-2, lire en ligne)